# Lunina ura
Lunina ura je ura, podobna sončni uri. Osnovna izvedba lunine ure, ki je enaka izvedbi sončne ure, je točna le ponoči in ob mlaju. Vsako noč po mlaju v povprečju postane 48 minut počasnejša, vsako noč pred mlajem pa je v povprečju za 48 minut hitrejša, če privzamemo da je za odbiranje dovolj svetlobe. Zato bo lunina ura pred ali za mlajem kazala 5 ur in 36 minut pred pravim časom.
Bolj izpopolnjene lunine ure imajo lahko karte, ki kažejo natančne izračune za prikaz pravega časa, kakor tudi številnice, prirejene za širine in dolžine.
Lunine ure so v tesni povezavi z luninim vrtnarjenjem.